# Priorat (Comarca)

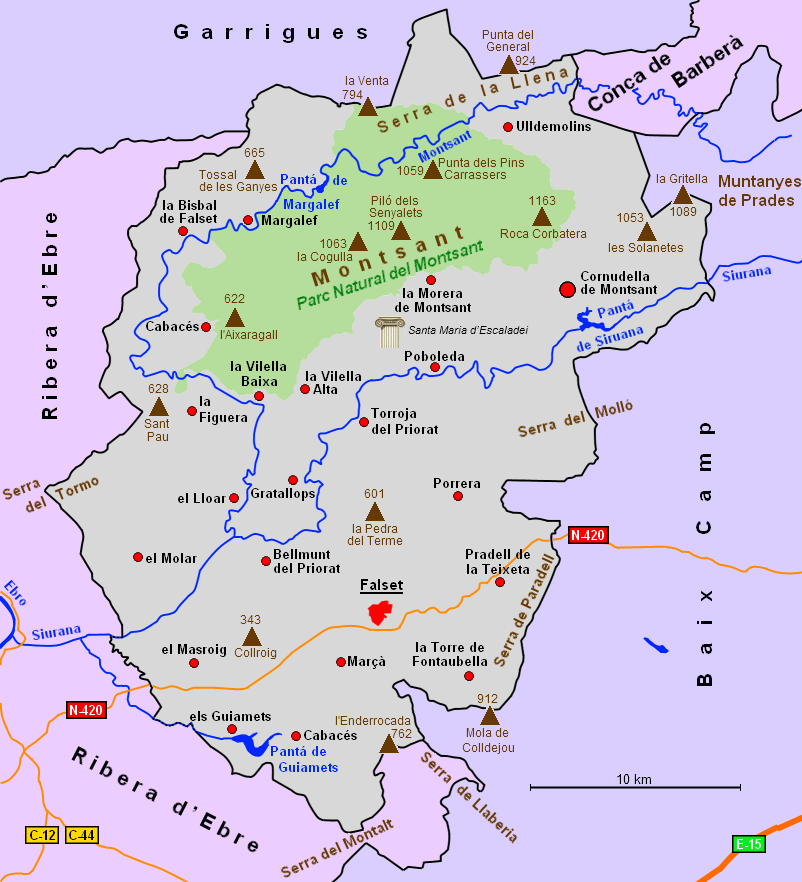
Karte des Priorat

Die Comarca Priorat liegt in der Provinz Tarragona der Autonomen Gemeinschaft von Katalonien (Spanien). Der Gemeindeverband hat eine Fläche von 498,14 km² und 9238 Einwohner (2022). Priorat hat die niedrigste Einwohnerzahl aller Comarcas in Katalonien. Der Name der Comarca Priorat ist auf den Klostervorsteher, den Prior, des im 12. Jahrhundert gegründeten Kartäuserklosters Santa Maria d’Escaladei zurückzuführen.

## Lage
Der Gemeindeverband liegt im südwestlichen Teil Kataloniens, westlich der Provinzhauptstadt Tarragona. Er grenzt im Norden an die Comarca Garrigues, im Nordosten an Conca de Barberà, im Osten an Baix Camp, im Süden und Westen an Ribera d’Ebre. Zusammen mit den Comarcas Alt Camp, Baix Camp, Baix Penedès, Conca de Barberà und Tarragonès  bildet die Region das Territorium Camp de Tarragona.
Die gesamte Comarca liegt im Einzugsgebiet der Flüsschen Siurana und Montsant. Die Landschaft ist meist hügelig, im Norden der Comarca erstreckt sich das Montsant-Gebirge mit Bergen von über 1000 m Höhe. Die höchste Erhebung de Comarca ist der Roca Corbatera (1.163 m). Im Süden befinden sich die Gebirgsketten Serra Paradell, Serra Llaberia, Serra del Montalt und der Berg Mola de Colldejou (912 m).

## Gemeinden
| Gemeinde                | Einwohner (2024) | Fläche km² | Dichte Einw./km² | Cod INE | Postleitzahl |
| ----------------------- | ---------------- | ---------- | ---------------- | ------- | ------------ |
| Bellmunt del Priorat    | 298              | 8,89       | 34               | 43023   | 43738        |
| La Bisbal de Falset     | 208              | 14,05      | 15               | 43027   | 43372        |
| Cabacés                 | 302              | 31,29      | 10               | 43035   | 43373        |
| Capçanes                | 428              | 22,23      | 19               | 43040   | 43776        |
| Cornudella de Montsant  | 1.023            | 62,96      | 16               | 43049   | 43360        |
| Falset                  | 2.856            | 31,91      | 90               | 43055   | 43730        |
| La Figuera              | 122              | 18,92      | 6                | 43058   | 43736        |
| Gratallops              | 229              | 13,49      | 17               | 43069   | 43737        |
| Els Guiamets            | 258              | 11,89      | 22               | 43070   | 43777        |
| El Lloar                | 101              | 6,67       | 15               | 43072   | 43737        |
| Margalef                | 106              | 34,72      | 3                | 43075   | 43371        |
| Marçà                   | 598              | 16,12      | 37               | 43076   | 43775        |
| El Masroig              | 480              | 15,53      | 31               | 43082   | 43736        |
| El Molar                | 307              | 22,75      | 13               | 43085   | 43736        |
| La Morera de Montsant   | 138              | 53,24      | 3                | 43096   | 43361        |
| Poboleda                | 334              | 13,79      | 24               | 43112   | 43376        |
| Porrera                 | 417              | 28,62      | 15               | 43114   | 43739        |
| Pradell de la Teixeta   | 178              | 21,95      | 8                | 43115   | 43774        |
| La Torre de Fontaubella | 119              | 7,16       | 17               | 43151   | 43774        |
| Torroja del Priorat     | 137              | 13,23      | 10               | 43154   | 43737        |
| Ulldemolins             | 416              | 38,06      | 11               | 43157   | 43363        |
| La Vilella Alta         | 128              | 5,22       | 25               | 43173   | 43375        |
| La Vilella Baixa        | 207              | 5,45       | 38               | 43174   | 43374        |
| Comarca Priorat         | 9.390            | 498,14     | 19               | –       | –            |

## Klima
Das Klima ist kontinental, trocken im Sommer und kalt im Winter.

## Wirtschaft

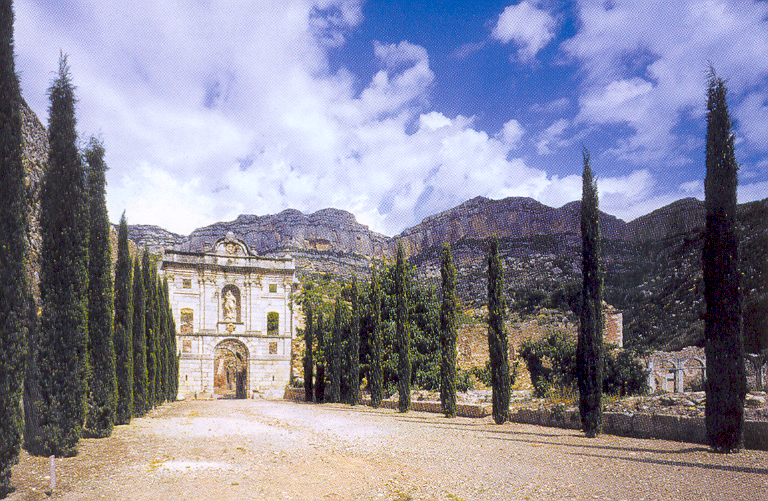
Ruine der Kartause Santa Maria d’Escaladei

Die Comarca wird vollständig durch zwei Herkunftsbezeichnungen für den Weinanbau abgedeckt und hat eine sehr alte Weinbautradition. Das ehemalige Kartäuserkloster Santa Maria d’Escaladei widmete sich seit der Gründung im 12. Jahrhundert dem Weinbau. Das Innere der Comarca, das „Priorat històric“ (historisches Priorat), gehört der Denominación de Origen Calificada (DOCa) Priorat an, der Rest der Comarca der Denominación de Origen (DO) Montsant.
Ein darüber hinaus wichtiges Erzeugnis der Landwirtschaft ist das Olivenöl. Auf rund 3.500 Hektar Anbaugebiet werden durchschnittlich 4.800 Tonnen Oliven und 950 Tonnen Öl erzeugt. Überwiegend angebaut wird die kleine Olivensorte „Arbequina“ (95 %). Dieses Olivenöl besitzt die geschützte Ursprungsbezeichnung Siurana.
Die Gegend ist auch bekannt für ihren Haselnussanbau.
Das Priorat litt im 20. Jahrhundert unter einem stetigen Bevölkerungsrückgang durch Landflucht. In neuerer Zeit aber, seit ca. 2004, endete diese Entwicklung dank der positiven wirtschaftlichen Entwicklung.